# Tawatahi (fleuve)
Le fleuve Tawatahi  (en anglais : Tawatahi River) est un court cours d’eau de la région de  Waikato dans l’Île du Nord de la Nouvelle-Zélande.

## Géographie
Il s’écoule au niveau de la berge nord du port de Raglan.
La source est  connue comme un site connu pour la  préservation pour sa géologie - "New Katuku Trig / Pukewharangi Hill, localisation de fossiles de l’Oligocène " .
(en) Land Information New Zealand, « détail emplacement: Tawatahi (fleuve) », sur New Zealand Gazetteer